# Oxapampamierpitta
De oxapampamierpitta (Grallaria centralis) is een zangvogel uit de familie Grallariidae (mierpitta's). De vogel werd in 2020 als aparte soort beschreven en behoort tot het soortencomplex van het taxon muiscamierpitta (G. rufula).

## Verspreiding en leefgebied
De soort komt voor op de oosthellingen van de Peruaanse Andes in de regio  Huánuco tot in Junín. De leefgebieden liggen in vochtig montaan bos.